# San Pedro de la Paz (kommun)
San Pedro de la Paz är en kommun och ort i provinsen Concepción i regionen Biobío i Chile. Kommunen, som ligger vid kusten i mellersta delen av landet, grundades 29 december 1995. Kommunen har 14 kilometer kust mot Stilla Havet och följer även floden Río Bio-Bío i ungefär 22 kilometer.

## Demografi
Efter räkningen utförd 2002 inhyste kommunen 80 447 invånare fördelat på 112,5 kvadratkilometer och 715 invånare per kvadratkilometer. Enligt den räkningen så bodde ungefär 4 % av hela regionens befolkning i kommunen. Av alla invånare var 52,05 % kvinnor, 41 876 stycken, och 47,95 % var män, 38 571 stycken. Orten består främst av stadsbebyggelse och enbart 0,36 % (288 invånare) bodde inte i en urban miljö. Sedan 1992 hade områdets befolkning ökat med ungefär 18,4 %, då området året 1992 hade 67 817 invånare.
Efter räkningen 2006 bodde 90 287 invånare i kommunen vilket i så fall skulle göra San Pedro till den sjätte största orten i hela regionen, efter Concepción, Los Ángeles, Chillán, Talcahuano och Coronel.

## Infrastruktur
Biotrén har fyra stationer i San Pedro de la Paz som kopplar ihop San Pedro med övriga Concepción. Dessa fyra stationer utgör i stort sett hela Linje 2, då den femte stationen är Estación Concepción som ligger i centrala Concepción. Efter Estación Concepción ligger, i ordning: Estación Juan Pablo II, Estación Diagonal Biobío, Estación Costa Mar, Estación Lomas Coloradas. Den sista är även slutstation på linje 2. Staden är även ihopkopplad med lokaltrafiken i form av ett bussnät och per 2011 går det ungefär 10 busslinjer som kopplar ihop San Pedro de la Paz med övriga Concepción.

## Sport
Fernández Vial är en fotbollsklubb från kommunen som bland annat spelat i den högsta divisionen. Kommunens egna arena, Estadio Municipal San Pedra de la Paz, har även just Fernández Vial som hyresgäster efter att de bytt från Estadio Municipal de Concepción.